# نیکولا استیپیچ
نیکولا استیپیچ (انگلیسی: Nikola Stipić؛ زادهٔ ۱۸ دسامبر ۱۹۳۷) بازیکن فوتبال اهل یوگسلاوی بود.
از باشگاه‌هایی که در آن بازی کرده‌است می‌توان به باشگاه فوتبال ستاره سرخ بلگراد اشاره کرد.
وی همچنین در تیم ملی فوتبال یوگسلاوی بازی کرده‌است.